# 南县第一中学
南县第一中学（英語：No.1 Middle School of Nan County of Hunan Province）位于湖南省益阳市南县兴盛大道，为益阳市公立学校，湖南省示范性中学之一。

## 历史
1938年，“湖南私立湖西临时中学”建立，它是南县一中的前身。
1950年，“湖南私立湖西临时中学”更名为“南县县立初级中学”。
1958年，“南县县立初级中学”更名为“湖南省南县第一中学”。

## 学校文化

### 校训
敦品砺学、强身尚美

## 著名校友
- 黄伯云，中国工程院院士。
- 刘伯操，俄罗斯国际工程科学院院士。
- 文世强，航天航空专家。
- 黄明泉，航天航空专家。
- 姚竹贤，航天航空专家。
- 吴子牛，清华大学教授。
- 吴向东，中共湖南省委前副书记。
- 蔡力峰，湖南省人大常委会副主任。
- 杨甲梅，中国人民解放军将军。
- 吴梦超，中国人民解放军将军。
- 熊笑非，中国人民解放军将军。
- 郭志欢，湖南南洲大曲酒业公司董事长。
- 张登武，湖南省烟草专卖局前局长。

## 奖项
南县一中先后荣获“全国群众体育先进单位”、“全国传统体育项目学校”、“全国中小学勤工俭学先进单位”、“湖南省教育工作先进单位”、“湖南省园林式学校”、“湖南省花园式学校”、“湖南省绿色学校”、“湖南省培养优秀体育运动后备人才重点学校”、“湖南省依法治校示范学校”、“湖南省贯彻《体育工作条例》先进单位”、“湖南省文明单位”、“湖南省优秀基层党组织”等荣誉奖项。